# Johan Gustaf von Sydow
Johan Gustaf von Sydow, född 14 november 1784 i Högsby socken, död 14 februari 1850 i Stockholm, var en svensk sjömilitär.
Johan Gustaf von Sydow var son till kontraktsprosten Johan Peter von Sydow och Charlotta Elisabeth Rudbeck. Efter att ha genomgått krigsakademien på Karlberg blev han 1802 fänrik vid arméns flotta, 1823 major, 1831 kommendörkapten och 1844 konteramiral. I kriget mot Danmark 1808 samt under krigsåren 1809–1813 förde han befäl på mörsarefartyg och kanonslupar på Västkusten och i Öresund. Han utmärkte sig särskilt i striden vid Strömstad 27 april 1808, då en överlägsen norsk roddflottas anfall framgångsrikt slogs tillbaka. 1810 erhöll von Sydow medaljen för tapperhet till sjöss. 1805–1824 tjänstgjorde von Sydow vid Göteborgs station och 1825 blev han tygmästare i Stockholm, där han 1827 förordnades till varvschef. 1849 förordnades han att vid sidan av befattningen som varvschef vara stationsbefälhavare i Stockholm. Han innehade båda befattningarna fram till sin död. Som varvschef ägnade sig von Sydow åt förbättringar på artilleriets område och var ledamot i flera kommittéer för dess utveckling. Han konstruerade ett stort antal ångfartyg samt den efter honom uppkallade "Sydowaren", en segelbåt med särdeles lätthanterlig rigg: tre master, alla sprisegel med klyvare. Sydow invaldes i Krigsvetenskapsakademien 1820 och i Örlogsmannasällskapet 1834.